# Papa Lleó VIII
Lleó VIII (Roma, 915? – 1 de març de 965) fou papa de l'Església Catòlica del 964 al 965. El seu pontificat es pot dividir en dues etapes:
- La primera, en què certs historiadors el qualifiquen d'Antipapa, abasta des de la seva coronació en substitució de Joan XII (a finals del 963), fins que va ser deposat al retorn del mateix Joan XII, el febrer del 964.
- La segona s'estén des de la detenció, el juliol del 964, de Benet V (successor de Joan XII a la seva mort) fins a la defunció de Lleó VIII. En aquesta etapa és considerat papa per totes les fonts.

Escollit el 6 de desembre de 963 en el sínode convocat per l'emperador Otó I en què es va deposar Joan XII, Lleó era un seglar que va rebre les ordes sagrades el mateix dia de la seva elecció. Joan XII es veié obligat a fugir i s'emportà els tresors de l'església. Amb aquestes riqueses organitzà un exèrcit i ocupà Roma el febrer del 964, aprofitant que l'emperador Otó havia tornat a Alemanya. Amb l'arribada de Joan XII, Lleó VIII va fugir de Roma i no va assistir al concili que el va deposar com a pontífex i va anul·lar totes les ordenances que havia realitzat.
Al cap de pocs dies de clausurar-se el concili, Joan XII morí, però això no va suposar la tornada de Lleó VIII al tron, ja que el poble romà va escollir Benet V com a successor. Aquesta elecció va provocar el retorn a Roma, el juny del 964, de l'emperador Otó I, que va capturar Benet V, el va relegar al rang de diaca i el va desterrar a Hamburg. Posteriorment va fer seure a la càtedra de Sant Pere al seu protegit, Lleó VIII.

Al pontificat de Lleó VIII s'atribueixen tres documents coneguts com a Privlegium majus, Privilegium minus, i Cessatio donationum, segons els quals el Papa renunciava a totes les donacions que des de Pipí el Breu s'havien fet a l'església. Però la seva autenticitat és dubtosa, ja que semblen falsificacions realitzades amb motiu de la lluita de les investidures.